# Rudolf Wolters
Rudolf Wolters (3 de agosto de 1903 – 7 de enero de 1983) fue un arquitecto y funcionario del gobierno alemán, conocido por su asociación con el arquitecto y oficial del Tercer Reich Albert Speer. Amigo y subordinado de Speer, Wolters recibió los muchos papeles que fueron contrabandeados fuera de la prisión de Spandau por Speer mientras estuvo encarcelado allí y se los guardó hasta que fue liberado en 1966. Tras la liberación de Speer, la amistad se deterioró lentamente, pues Wolters se oponía firmemente a culpar, como Speer había hecho, a Hitler y otros nazis por el Holocausto y la Segunda Guerra Mundial; por ello, no se vieron la década previa a la muerte de Speer en 1981.
Wolters, quien nació en una familia católica de clase media en el pueblo alemán de Coesfeld, obtuvo su doctorado en arquitectura de la Universidad Técnica de Berlín, donde forjó una estrecha amistad con Speer mientras era estudiante. Tras recibir su doctorado, tuvo dificultades para encontrar empleo antes del ascenso nazi al poder. De 1933 a 1937, trabajó para el Deutsche Reichsbahn. En 1937, Speer lo contrató como jefe de departamento y Wolters tomó pronto mayores responsabilidades en el plan de Hitler para la reconstrucción de Berlín a gran escala. Cuando Speer fue nombrado ministro de Producción Armamentística y de Guerra en 1942, Wolters se trasladó a su departamento, donde permaneció como un asociado cercano.
Luego de la acusación y encarcelamiento de Speer por crímenes de guerra, Wolters siguió apoyándolo. Además de recibir y organizar las notas clandestinas de Speer en Spandau, que más tarde sirvieron como la base de sus best sellers de memorias, Wolters recaudó dinero silenciosamente para Speer. Estos fondos fueron empleados para sostener a la familia de Speer y para otros propósitos, según las directivas que Wolters recibía de su antiguo jefe. Tras la liberación de Speer en 1966, su amistad se deterioró progresivamente, hasta que ambos quedaron tan enojados que Wolters permitió en 1980 la publicación de unos papeles que demostraban el conocimiento de Speer sobre la persecución de los judíos.
Wolters participó en la reconstrucción de Alemania Occidental después de la Segunda Guerra Mundial. Así, entre muchos otros proyectos, reconstruyó su pueblo natal Coesfeld. Wolters escribió varios libros arquitectónicos durante la guerra, así como una biografía de Speer.

## Primeros años
Wolters nació en una familia católica en Coesfeld, Alemania, el 3 de agosto de 1903, de un arquitecto que se había casado con la hija de un maestro carpintero en el negocio de la construcción naval. En sus memorias publicadas en privado, Segmentos de una vida, describió a su padre como «un hombre serio, consciente y diligente, siempre preocupado por el futuro». Wolters consideraba a su madre como “«una mujer muy práctica, llena de entusiasmo por la vida que, en tiempos difíciles, solo pensaba en servir un delicioso asado, sin reconocer que era carne de caballo». Wolters pasó una infancia generalmente feliz, puntuado por el caos de la Primera Guerra Mundial y por una enfermedad que llevó a que durante un año fuera educado en casa por dos curas.

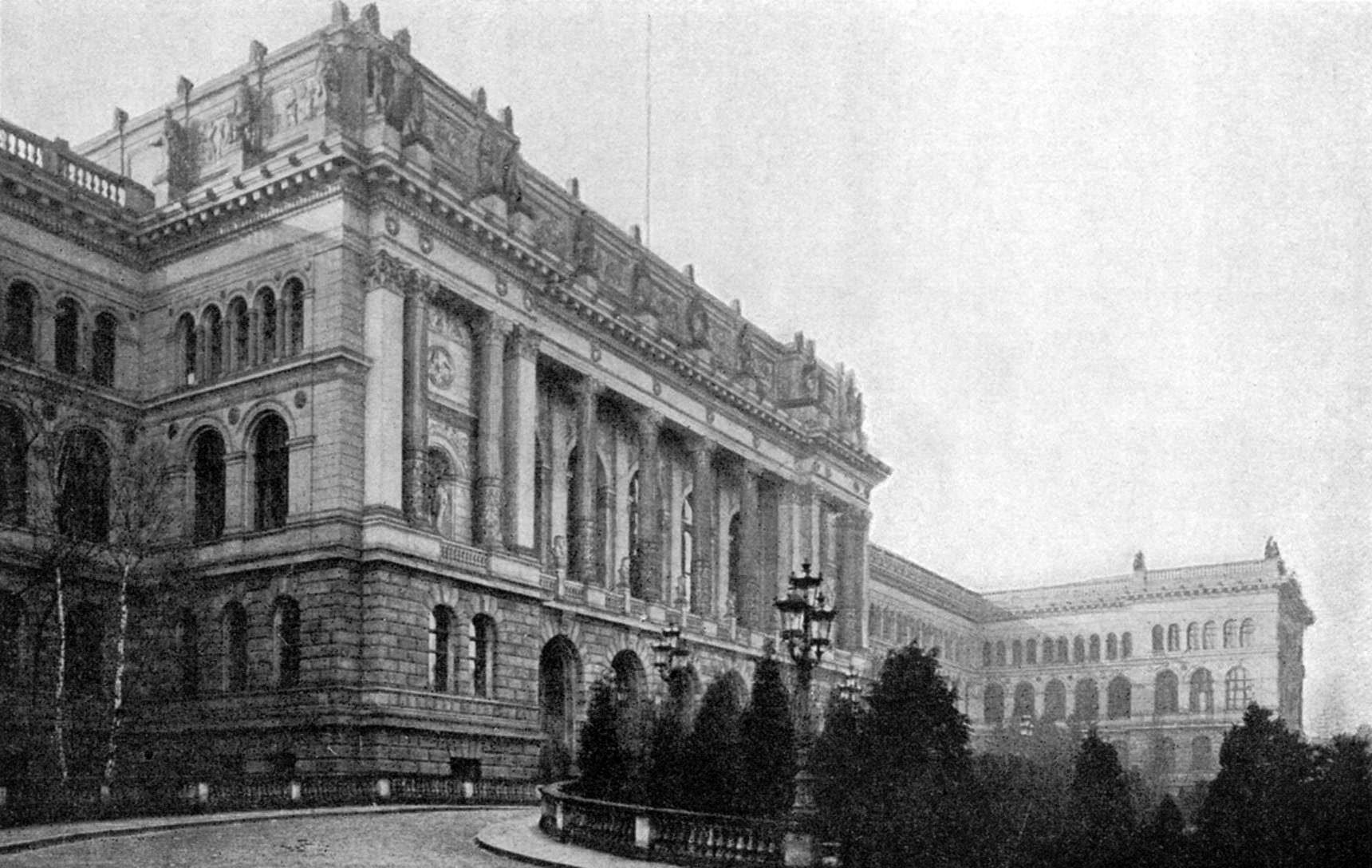
El antiguo fachada norte de la Universidad Técnica de Berlín, que fue considerablemente dañada durante la Segunda Guerra Mundial y fue remplazada por una fachada moderna en los años 1960.

Tras aprobar su Abitur o examen de escuela secundaria, comenzó sus estudios de arquitectura en la Universidad Técnica de Múnich en 1923. Wolters se percató de la atmósfera politizada de sus años de estudiantes, al sostener “mi libertad académica comenzó, se podría decir, con el sonido de los tambores: el Putsch de Hitler y sus consecuencias para nosotros, los estudiantes, muchos de los cuales estaban de acuerdo con él." El propio Wolters admitió que estaba en amplia simpatía con los objetivos del Partido nazi, aunque nunca vio necesidad de unirse al Partido.
En 1924, Wolters conoció a Albert Speer, que era un año menor. Wolters se trasladó a la Universidad Técnica de Berlín ese año, seguido por Speer en 1925. Wolters buscó estudiar con el profesor Hans Poelzig, pero no había espacio en el curso para el estudiante recién transferido. En su lugar, Wolters estuvo en la clase de Heinrich Tessenow, al igual que Speer. Wolters obtuvo su grado en 1927 y su doctorado en la misma universidad dos años más tarde. En la competencia por el mejor de la clase, Wolters terminaba generalmente segundo después de Speer.
La graduación de Wolters coincidió con el inicio de la Gran Depresión y tuvo gran dificultad para encontrar trabajo, por lo que finalmente se conformó por un puesto sin paga en la sede del Deutsche Reichsbahn en Berlín en 1930. Al perder ese trabajo el año siguiente, Wolters aceptó una posición en la división de planificación urbana del Transiberiano en Novosibirsk.

## Era nazi
En 1933, Wolters regresó a Berlín, donde trabajó brevemente como asistente en la oficina de Speer antes de retornar al Deutsche Reichsbahn, esta vez, en un trabajo pagado. Speer había forjado una estrecha amistad con Hitler y, a fines de 1936, Speer informó a Wolters que el mandatario pronto lo nombraría Generalbauinspektor (GBI) o Inspector general de construcción para la capital del Reich y le sugirió que renunciara a su trabajo en el ferrocarril y fuera a trabajar con él nuevamente. Wolters así lo hizo y empezó a trabajar en la oficina del GBI en enero de 1937 como jefe de departamento en la Oficina de Planificación. Wolters fue uno de varios asistentes jóvenes y bien pagados de Speer en el GBI, que fueron colectivamente apodados el «Kindergarten de Speer». La mayoría de los kindergarteners no eran miembros del Partido nazi, dado que Speer consideraba que los deberes del Partido interferían con las horas de trabajo y se esperaba que los kindergarteners trabajaran largas horas. Speer tenía el permiso de Hitler para contratar a no nazis, por lo que el GBI se convirtió en algo así como un santuario político.

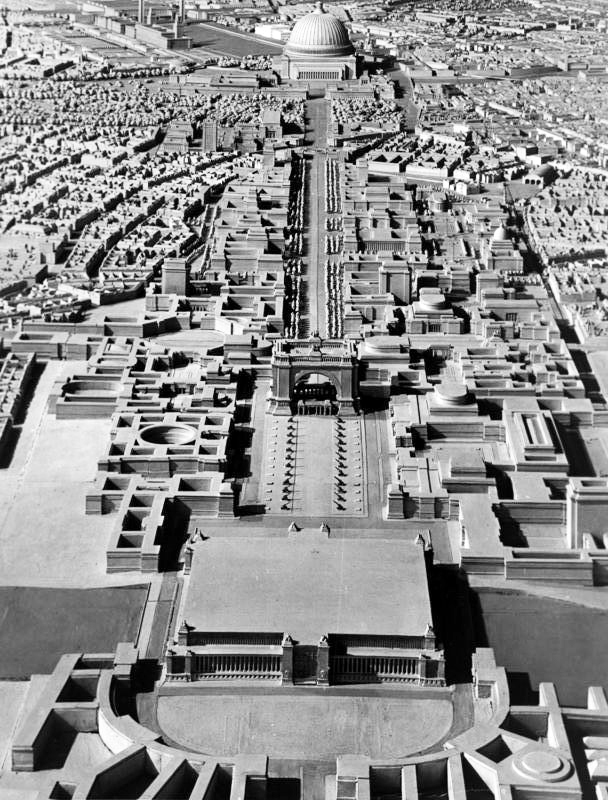
Un modelo del plan de Speer para Berlín, centrado en la Prachtstrasse.

Posteriormente, Wolters escribió sobre sus impresiones en esta época: 

Había visto a Hitler y a su movimiento con cierto escepticismo, pero cuando la abolición del embrollo multipartidario eliminó la obscenidad del desempleo y los primeros mil kilómetros de autopistas abrieron una nueva era de movilidad, también vi la luz: este era el momento en que Churchill dijo que esperaba que Gran Bretaña tuviera un hombre como Hitler en tiempos de peligro y cuando los altos dignatarios eclesiásticos y académicos distinguidos rindieron homenaje al Führer.

La mayor parte del trabajo de Wolters en el GBI estaba relacionada con el plan de Hitler para la reconstrucción de Berlín a gran escala. El mandatario había puesto a Speer a cargo de este plan. La pieza central del esquema era un gran boulevard, de 4,8 km de largo, denominado por Speer Prachtstrasse (calle de la Magnificencia) o "Eje Norte-Sur", para el cual delegó la responsabilidad del diseño principal a Wolters. Wolters también era responsable de los anillos de transporte en el nuevo Berlín, de los museos y de la oficina de prensa del GBI. En 1939, Wolters se hizo responsable de la parte arquitectónica de la revista Die Kunst im Deutschen Reich(Arte en el Reich alemán).
Wolters hizo varios viajes al exterior en relaciones con sus labores para el GBI. Visitó Estados Unidos para estudiar sistemas de transporte avanzados y París para la exposición internacional de 1937. En 1939, Joseph Goebbels lo nombró comisionado de exhibiciones. Wolters se hizo cargo de organizar exhibiciones arquitectónicas alemanas presentadas en otros países. Hasta 1943, Wolters viajó a otras capitales europeas y, además de sus funciones como comisionado, reunió inteligencia política. A su regreso, Wolters compartió sus impresiones con Speer y algunas de sus ideas llegaron a oídos de Hitler.
En 1940, Wolters, diarista desde hacía tiempo, sugirió a Speer que empezara a llevar una Chronik o crónica de las actividades del GBI. Speer estuvo de acuerdo e instruyó a los jefes de departamento para que enviaran insumos para la Chronik de forma regular. Entre otros asuntos, la Chronik detalló la responsabilidad del GBI en administrar una enmienda de 1939 de las Leyes de Núremberg que permitía a los propietarios arios desalojar a sus inquilinos judíos prácticamente sin previo aviso. Por ejemplo, la entrada para agosto de 1941 incluía esta información: «Según una directiva de Speer, se está iniciando una demanda para desalojar unos quinientos mil pisos judíos». La entrada de noviembre anotó que «aproximadamente 4.500 judíos fueron evacuados». Los judíos desposeídos fueron enviados a los territorios ocupados, con los periódicos informando, según las indicaciones de Goebbels: «En los últimos días, muchos judíos han abandonado Alemania a toda prisa, dejando deudas detrás de ellos».
En 1941, Wolters recibió la tarea adicional de establecer una sección especial de la editorial gubernamental que se especializara en trabajos de arquitectura. Wolters escribió varios libros sobre las obras arquitectónicas del Tercer Reich. Rechazó la idea de que la arquitectura nazi era una imitación de modelos clásicos: «Quienes hablan de neoclasicismo no han entendido el espíritu de nuestros edificios».

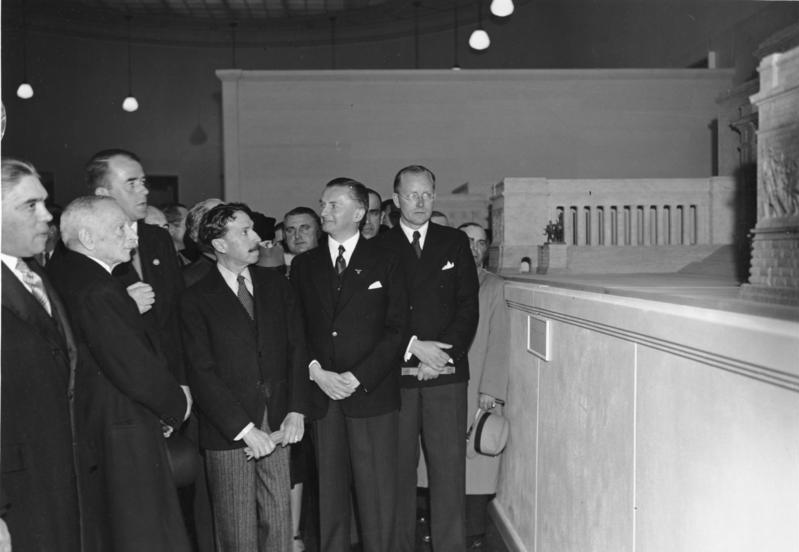
Wolters (a la derecha) en una exhibición en Lisboa en 1942, junto con Speer y el presidente de Portugal.

En febrero de 1942, tras la muerte de Fritz Todt, Hitler nombró a Speer ministro de producción armamentística y de guerra. Wolters siguió a Speer a su nuevo ministerio, donde se convirtió en jefe del Departamento de Cultura, Medios y Propaganda en la Organización Todt. Wolters continuó escribiendo su Chronik desde su nuevo cargo.
En diciembre de 1943, Speer puso a Wolters a cargo de planificar la reconstrucción de las ciudades alemanas bombardeadas. Wolters organizó un grupo de trabajo de unos veinte arquitectos y planificadores urbanos, mayormente del norte de Alemania. El trabajo de este grupo, conocido como el Arbeitsstab Wiederaufbauplanung(Grupo de trabajo para la planificación de la reconstrucción), formaría la base para la reconstrucción real de la Alemania de la posguerra. Speer, quien autorizó el grupo, vio una oportunidad para hacer más habitables las ciudades alemanas en la edad del automóvil. El grupo buscó soluciones que usarían el sistema de calles existente antes que los grandes bulevares ceremoniales comunes en la planificación urbanística nazi. Además, el Arbeitsstab emitió directrices amplias que iban desde el ancho de las avenidas que llevaban las líneas de los tranvías hasta el ratio de asientos de teatro por habitante..
Wolters raramente se reunió con Hitler y solo en la compañía de otros miembros de la oficina de Speer. Posteriormente, registró: 

Por supuesto, de estas pocas experiencias, no puedo juzgar la personalidad de Hitler, pero al haber compartido con Speer sus contactos virtualmente diarios con él y al estar familiarizado con las ideas de Hitler, por ejemplo, sobre planificación urbana, creo que los comentaristas están haciendo todo fácil para ellos cuando, como hacen a menudo, recurren en sus descripciones a epitafios simplistas, tales como «soldado raso», «pintor de brocha gorda», «pequeño burgués filisteo» o «el mayor criminal de la historia».

La secretaria veterana de Wolters, Marion Riesser, era medio judía y Wolters la protegió durante toda la guerra. A fines de 1944, les llegaron noticias de que quienes quedaban con ascendencia judía serían utilizados como carne de cañón. Wolters se reunió con Riesser y otros tres medio judíos en las organizaciones de Speer para decirles que si era necesario (aunque no lo fue), los cuatro serían transferidos a fábricas de guerra esenciales donde estarían a salvo. Wolters les dijo: «con la ayuda de Albert Speer se puede hacer cualquier cosa».
En febrero de 1945, cuando el régimen nazi colapsó, Speer instruyó a Wolters a llevar a otros oficiales de alto rango a su departamento, incluyendo a Heinrich Lübke, e instalar oficinas en el norte de Alemania para trabajar en viviendas prefabricadas a gran escala. Speer esperaba unírseles, pero no entonces, puesto que anticipó que los Aliados querrían usar su experiencia en la reconstrucción de Alemania. Esto no llegó a suceder: Speer fue arrestado y acusado de crímenes de guerra. 

## Posguerra

### Trabajo arquitectónico

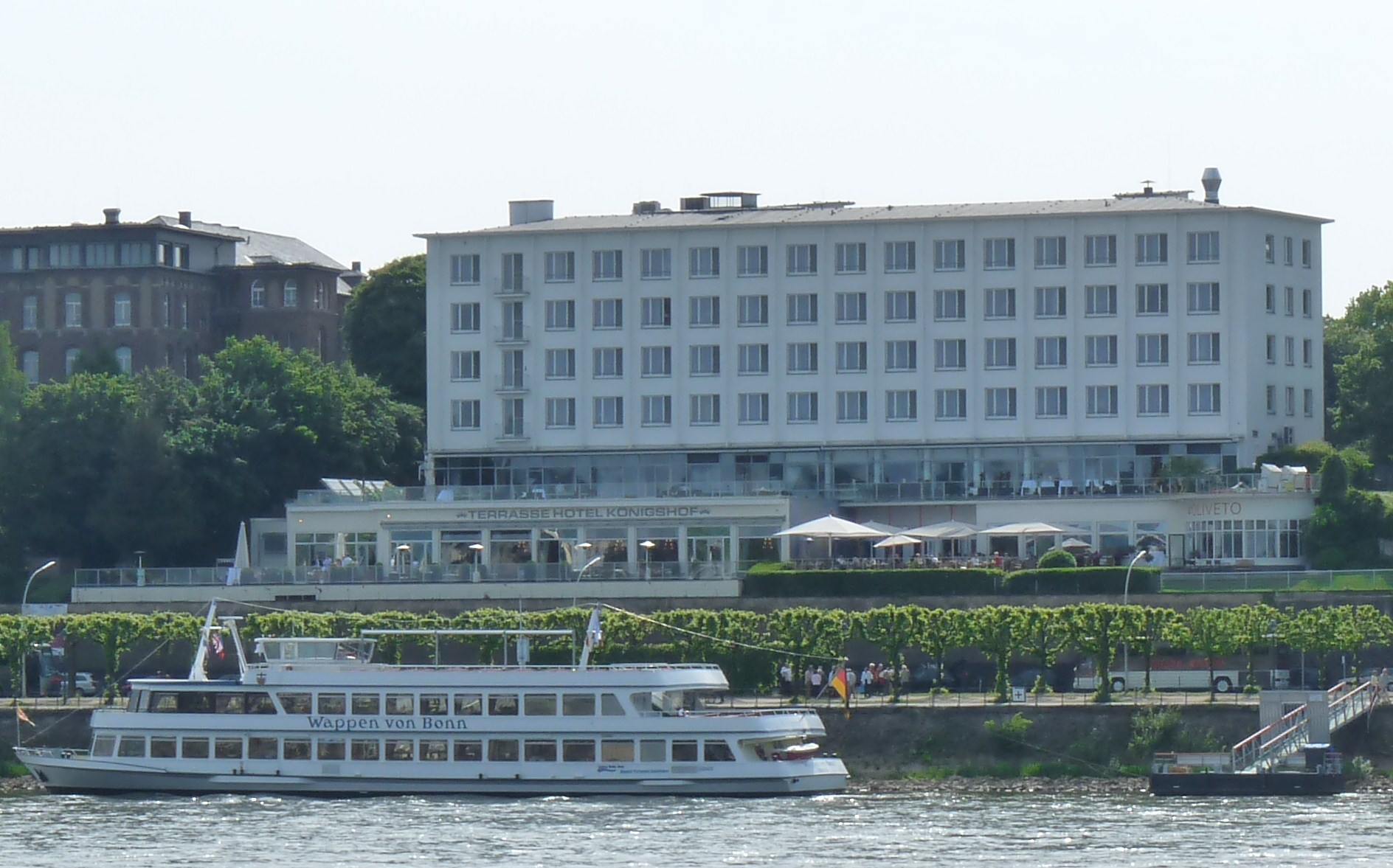
El Hotel Königshof, Bonn.

Como Speer había instruido, Wolters estableció una pequeña oficina en la ciudad de Höxter con Lübke, quien conocía al alcalde de la ciudad. Pronto, la nueva oficina se encargó de reconstruir un puente que había sido destruido, en contra de las instrucciones de Speer para preservar la infraestructura. Más tarde en 1945, la oficina fue disuelta y Wolters regreso a su pueblo natal de Coesfeld, donde fue comisionado a reconstruir la ciudad en ruinas. Por su parte, Lübke se dedicó a la política y ascendió rápidamente por los rangos políticos de la Alemania de la posguerra. En 1959, Lübke se convirtió en presidente de la República Federal de Alemania, un cargo en el que se mantuvo por casi diez años antes de renunciar debido a cuestionamientos sobre qué habría sabido sobre el trabajo forzado mientras trabajaba en el departamento de Speer.
Wolters se vio obligado a reconstruir Coesfeld casi desde cero. Con la destrucción generalizada, tuvo que diseñar lotes y reconstruir calles, todo ello sin demora. Construyó una carretera a lo largo de los terrenos del castillo local y convirtió el edificio en un hotel y centro de conferencias. La versatilidad que demostró en la reconstrucción de Coesfeld lo llevó a otras comisiones en otras ciudades alemanas, entre ellas, Rheine, Borken y Anholt.
En 1947 y 1949, Wolters organizó reuniones de los antiguos miembros del Arbeitsstab, muchos de los cuales participaban intensamente en los esfuerzos de reconstrucción de la posguerra. En 1950, Wolters ganó una competencia para diseñar la nueva sede de la policía en Dortmund. El Hotel Königshof en Bonn, reconstruido por Wolters, había sido previamente el hotel más importante de la ciudad. Reabrió hospedando al presidente de Italia en 1956 en su visita de Estado y nuevamente se convirtió en el mejor hotel de la entonces capital de la República Federal, alojando a jefes de Estado (incluyendo a los presidentes de Estados Unidos Kennedy, Nixon y Reagan), cenas de Estado y eventos encabezados por el Canciller de Alemania.
Wolters recibió tantas comisiones del gobierno de Renania del Norte-Westfalia que abrió una oficina adicional en Düsseldorf. En 1955, Wolters ganó una competencia para diseñar el edificio del Industrie-Kreditbank en Düsseldorf. Dos años más tarde, ganó nuevamente en esa ciudad una competencia para diseñar la Galarie Conzen. Wolters recibió un premio por su diseño para reconstruir la ciudad antigua (Altstadt) de Düsseldorf. Su hijo, Fritz Wolters, también arquitecto, lo describió como un hombre que luchó sin concesiones por lo que veía como el "todo" en planeamiento urbano y una vez terminó una discusión con un comité local con la observación de que ellos habían «alquilado su cabeza, no su lápiz». Wolters también se consideraba a sí mismo como un «funcionalista», diseñando varios hospitales modernos, de concreto y techos planos.
En los años 1960, Wolters y su hijo compartieron una oficina hasta que sus diferencias arquitectónicas los separaron: Fritz Wolters estaba más interesado en los pequeños detalles que en lo que describió como soluciones «que hacían época»; sin embargo, su relación personal sobrevivió su separación profesional. En 1978, Wolters publicó un libro sobre el centro de Berlín; pero, a pesar de las sugerencias de su hijo, declinó incluir sus puntos de vista sobre la arquitectura nazi y nunca estableció tales opiniones con sus colegas.

### Asociación con Speer

#### Años de Spandau
Wolters no asistió al juicio de Núremberg (posteriormente, lo describió como una «corte de vencedores» o un «juicio mediático»), pero escribió a Speer en enero de 1946 durante el juicio: «A tu lado en la desgracia como en los buenos tiempos. Creo como antes es tu buena estrella». El 10 de agosto, cuando el juicio se acercaba a su conclusión, Speer, anticipando la posibilidad de una sentencia de muerte, escribió a Wolters para pedirle que «reúna su trabajo de los últimos años y cuente parte de mi vida. Creo que seré honrado algún día.» A pesar de sus presentimientos, Speer no recibió la pena de muerte, pero el 1 de octubre de 1946 recibió una condena de veinte años en prisión y el 18 de julio de 1947 fue transferido a la prisión de Spandau para cumplirla.
Wolters y su secretaria Annemarie Kempf, aunque no estaba permitida la comunicación directa con Speer en Spandau, hicieron lo que pudieron para ayudar a su familia y llevar a cabo las solicitudes que Speer puso en cartas para su esposa, la única comunicación escrita oficialmente permitida a Speer. A inicios de 1948, Speer contó con los servicios de un comprensivo holandés para contrabandear metódicamente correspondencia. En 1949, Wolters abrió una cuenta bancaria especial para Speer, la Schulgeldkonto o "Cuenta de fondo escolar", y comenzó a recaudar fondos entre aquellos arquitectos e industriales que se habían beneficiado de las actividades de Speer durante la guerra. Al principio, los fondos fueron usados solo para mantener a la familia de Speer, pero cuando las cantidades crecieron y la familia de Speer se hizo más capaz de sostenerse a sí misma, el dinero fue usado para todo, desde vacaciones para el contacto en Spandau de Speer, Toni Proost, hasta para sobornos a quienes podrían ser capaces de asegurar la liberación de Speer. Una vez que Speer se percató de la existencia de este fondo, a menudo envió instrucciones detalladas acerca de qué hacer con el dinero. Wolters recaudó un total de 158.000 marcos para Speer durante los diecisiete años finales de su sentencia.

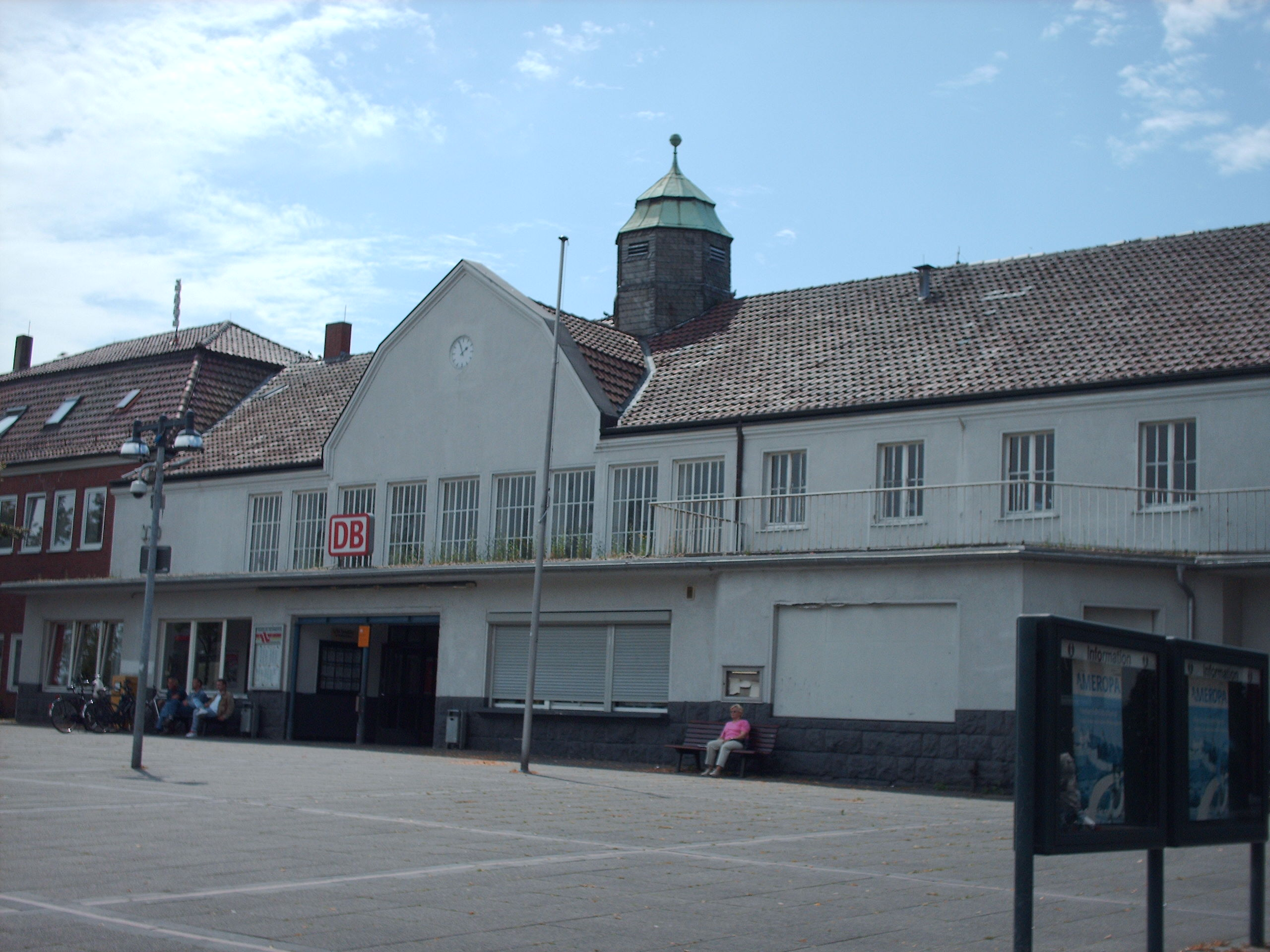
El pueblo de Coesfeld, reconstruido por Wolters

En 1951, por medio de canales secretos de comunicación, Wolters envió su primera carta a Speer en cinco años, en la cual le sugirió avanzar con sus memorias. En enero de 1953, Speer empezó a trabajar en el borrador de sus memorias y, durante el año siguiente, largas misivas, algunas veces escritas en envolturas de tabaco o de dulces, pero más a menudo en papel higiénico, encontraron salida a la oficina de Wolters en Coesfeld. Marion Riesser, quien había continuado siendo la secretaria de Wolters al comenzar a practicar de forma privada la arquitectura, transcribió estas notas en tantas como cuarenta páginas mecanografiadas por misiva y el borrador llegó a las 1.100 páginas. Wolters objetó que Speer llamara criminal a Hitler en el borrador y Speer observó que probablemente perdería un buen número de amigos si las memorias llegaban a ser publicadas. Wolters había llegado a creer que los informes del genocidio nazi fueron exagerados por un factor de por lo menos diez, que Hitler no había recibido crédito por las cosas que hizo bien y que Alemania había sido duramente tratada por los Aliados.
A mediados de los años 1950, Wolters discutió con la antigua secretaria de Speer, Kempf, quien abandonó la red por varios años, lo que aumentó la carga para Wolters y Riesser. Si bien las súplicas de Speer a su antiguo asociado y a su antigua secretaria para que trabajaran juntos finalmente provocó que aminorara la brecha, esta fue hasta cierto punto superficial, dado que Kempf sabía que Wolters, incluso entonces, estaba en desacuerdo con las opiniones de Speer. Wolters cuestionó la buena disposición de Speer para aceptar responsabilidades por los excesos del régimen nazi y no creía que Speer tuviera nada de que disculparse, aunque la fuerza de sus sentimientos sobre este punto fue mantenido en reserva para Speer, aunque no para Kempf ni para Riesser.